# Hajsam Asiri
Hajsam Asiri, Haitham Mohammed Asiri (arab. هيثم محمد عسيري, ur. 25 marca 2001 w Rijadzie) – saudyjski piłkarz grający na pozycji napastnika w klubie Al-Ahli Dżudda.

## Kariera klubowa

### Al-Ahli Dżudda
Asiri zadebiutował w barwach Al-Ahli Dżudda 4 sierpnia 2020 w meczu Al-Hazem SC. Zdobył wtedy też swojego pierwszego gola, zanotował asystę oraz dostał czerwoną kartkę w 92 minucie meczu.

## Kariera reprezentacyjna

### Arabia Saudyjska U-23
Asiri zadebiutował dla reprezentacji Arabii Saudyjskiej U-23 23 marca 2022 w wygranym 2:0 spotkaniu przeciwko Uzbekistanowi. Pierwszego gola strzelił dla niej 5 czerwca 2022 w meczu z Tadżykistanem (wyg. 5:0).

### Arabia Saudyjska
Asiri pierwszy mecz dla reprezentacji Arabii Saudyjskiej rozegrał 1 grudnia 2021. Był to mecz z Jordanią (przeg. 0:1). Pierwszą bramkę zdobył 10 listopada 2022 w zremisowanym 1:1 spotkaniu przeciwko Panamie.
Asiri otrzymał powołanie na Mistrzostwa Świata 2022. Wystąpił tam tylko w meczu z Argentyną (wyg. 1:2), zmieniając Firasa al-Buraikana w 89 minucie.

## Statystyki

### Klubowe
(aktualne na dzień 17 października 2023)
| Klub               | Sezon              | Liga                             | Liga  | Liga   | Puchar kraju | Puchar kraju | Kontynent | Kontynent | Suma  | Suma   |
| Klub               | Sezon              | Liga                             | Mecze | Bramki | Mecze        | Bramki       | Mecze     | Bramki    | Mecze | Bramki |
| ------------------ | ------------------ | -------------------------------- | ----- | ------ | ------------ | ------------ | --------- | --------- | ----- | ------ |
| Al-Ahli Dżudda     | 2019/20            | Saudi Professional League        | 2     | 1      | 0            | 0            | 5         | 0         | 7     | 1      |
| Al-Ahli Dżudda     | 2020/21            | Saudi Professional League        | 5     | 0      | 0            | 0            | 2         | 1         | 7     | 1      |
| Al-Ahli Dżudda     | 2021/22            | Saudi Professional League        | 22    | 2      | 2            | 0            | –         | –         | 24    | 2      |
| Al-Ahli Dżudda     | 2022/23            | II liga saudyjska w piłce nożnej | ?     | ?      | ?            | ?            | –         | –         | ?     | ?      |
| Al-Ahli Dżudda     | 2023/24            | Saudi Professional League        | 0     | 0      | 0            | 0            | –         | –         | 0     | 0      |
| Al-Ahli Dżudda     | Ogólnie            | Ogólnie                          | ?     | ?      | ?            | ?            | ?         | ?         | ?     | ?      |
| Ogólnie w karierze | Ogólnie w karierze | Ogólnie w karierze               | ?     | ?      | ?            | ?            | ?         | ?         | ?     | ?      |

### Reprezentacyjne
(aktualne na dzień 17 października 2023)
| Reprezentacja         | Rok                | Mecze | Bramki |
| --------------------- | ------------------ | ----- | ------ |
| Arabia Saudyjska U-23 | 2022               | 7     | 1      |
| Arabia Saudyjska U-23 | 2023               | 6     | 1      |
| Ogólnie               | Ogólnie            | 13    | 2      |
| Arabia Saudyjska      | 2021               | 3     | 0      |
| Arabia Saudyjska      | 2022               | 6     | 1      |
| Arabia Saudyjska      | 2023               | 1     | 0      |
| Ogólnie               | Ogólnie            | 10    | 1      |
| Ogólnie w karierze    | Ogólnie w karierze | 23    | 2      |

| Mecze i gole w reprezentacji | Mecze i gole w reprezentacji | Mecze i gole w reprezentacji | Mecze i gole w reprezentacji      | Mecze i gole w reprezentacji | Mecze i gole w reprezentacji | Mecze i gole w reprezentacji | Mecze i gole w reprezentacji       |
| Arabia Saudyjska U-23        | Arabia Saudyjska U-23        | Arabia Saudyjska U-23        | Arabia Saudyjska U-23             | Arabia Saudyjska U-23        | Arabia Saudyjska U-23        | Arabia Saudyjska U-23        | Arabia Saudyjska U-23              |
| Lp.                          | Data                         | Miejsce                      | Gospodarz                         | Gość                         | Wynik                        | Gol                          | Rozgrywki                          |
| ---------------------------- | ---------------------------- | ---------------------------- | --------------------------------- | ---------------------------- | ---------------------------- | ---------------------------- | ---------------------------------- |
| 1.                           | 23.03.2022                   | Dubaj                        | Arabia Saudyjska U-23             | Uzbekistan U-23              | 2:0                          |                              | Mecz towarzyski                    |
| 2.                           | 03.06.2022                   | Taszkent                     | Tadżykistan U-23                  | Arabia Saudyjska U-23        | 0:5                          | Gol                          | Puchar Azji U-23 2022              |
| 3.                           | 06.06.2022                   | Taszkent                     | Japonia U-23                      | Arabia Saudyjska U-23        | 0:0                          |                              | Puchar Azji U-23 2022              |
| 4.                           | 09.06.2022                   | Taszkent                     | Zjednoczone Emiraty Arabskie U-23 | Arabia Saudyjska U-23        | 0:2                          |                              | Puchar Azji U-23 2022              |
| 5.                           | 12.06.2022                   | Taszkent                     | Wietnam U-23                      | Arabia Saudyjska U-23        | 0:2                          |                              | Puchar Azji U-23 2022              |
| 6.                           | 15.06.2022                   | Taszkent                     | Australia U-23                    | Arabia Saudyjska U-23        | 0:2                          |                              | Puchar Azji U-23 2022              |
| 7.                           | 16.08.2022                   | Konya                        | Turcja U-23                       | Arabia Saudyjska U-23        | 1:0                          |                              | Mecz towarzyski                    |
| 8.                           | 09.09.2023                   | Abha                         | Arabia Saudyjska U-23             | Liban U-23                   | 3:0                          |                              | Puchar Azji U-23 2024 – eliminacje |
| 9.                           | 12.09.2023                   |                              | Arabia Saudyjska U-23             | Kambodża U-23                | 6:1                          |                              | Puchar Azji U-23 2024 – eliminacje |
| 10.                          | 19.09.2023                   | Hangzhou                     | Iran U-23                         | Arabia Saudyjska U-23        | 0:0                          |                              | Igrzyska Azjatyckie 2022           |
| 11.                          | 21.09.2023                   | Hangzhou                     | Mongolia U-23                     | Arabia Saudyjska U-23        | 0:3                          | Gol                          | Igrzyska Azjatyckie 2022           |
| 12.                          | 24.09.2023                   | Hangzhou                     | Wietnam U-23                      | Arabia Saudyjska U-23        | 1:3                          |                              | Igrzyska Azjatyckie 2022           |
| 13.                          | 28.09.2023                   | Hangzhou                     | Indie U-23                        | Arabia Saudyjska U-23        | 0:2                          |                              | Igrzyska Azjatyckie 2022           |
| Arabia Saudyjska             |                              |                              |                                   |                              |                              |                              |                                    |
| Lp.                          | Data                         | Miejsce                      | Gospodarz                         | Gość                         | Wynik                        | Gol                          | Rozgrywki                          |
| 1.                           | 01.12.2021                   | Ar-Rajjan                    | Jordania                          | Arabia Saudyjska             | 1:0                          |                              | Puchar Narodów Arabskich 2021      |
| 2.                           | 04.12.2021                   | Ar-Rajjan                    | Palestyna                         | Arabia Saudyjska             | 1:1                          |                              | Puchar Narodów Arabskich 2021      |
| 3.                           | 07.12.2021                   | Doha                         | Maroko                            | Arabia Saudyjska             | 1:0                          |                              | Puchar Narodów Arabskich 2021      |
| 4.                           | 27.09.2022                   | Rijad                        | Arabia Saudyjska                  | Stany Zjednoczone            | 0:0                          |                              | Mecz towarzyski                    |
| 5.                           | 26.10.2022                   | Rijad                        | Arabia Saudyjska                  | Albania                      | 1:1                          |                              | Mecz towarzyski                    |
| 6.                           | 30.10.2022                   | Abu Zabi                     | Arabia Saudyjska                  | Honduras                     | 0:0                          |                              | Mecz towarzyski                    |
| 7.                           | 10.11.2022                   | Abu Zabi                     | Arabia Saudyjska                  | Panama                       | 1:1                          | Gol                          | Mecz towarzyski                    |
| 8.                           | 16.11.2022                   | Rijad                        | Arabia Saudyjska                  | Chorwacja                    | 0:1                          |                              | Mecz towarzyski                    |
| 9.                           | 22.11.2022                   | Lusajl                       | Argentyna                         | Arabia Saudyjska             | 1:2                          |                              | Mistrzostwa Świata 2022            |
| 10.                          | 28.03.2023                   | Dżudda                       | Arabia Saudyjska                  | Boliwia                      | 1:2                          |                              | Mecz towarzyski                    |

## Sukcesy
Sukcesy w karierze reprezentacyjnej:

### Arabia Saudyjska U-23
- Puchar Azji U-23 w piłce nożnej (1×): 2022